# Sebastian Mihăilescu
Sebastian Mihăilescu (Cernăuți, 1927) è un ex pallavolista e allenatore di pallavolo rumeno.

## Palmarès

### Giocatore
- Campionato rumeno: 2

Dinamo Bucarest: 1952-53, 1957-58

### Allenatore
- Coppa dei Campioni/Champions League: 2

Dinamo Bucarest: 1965-66, 1966-67
- Coppa del Re: 1

Atlético Madrid: 1971-1972

## Libri pubblicati
- (ES)  Sebastian Mihăilescu, Voleibol, Federación Española de Voleibol, Madrid, 1973, ISBN 978-8450056235